# Superjedynki

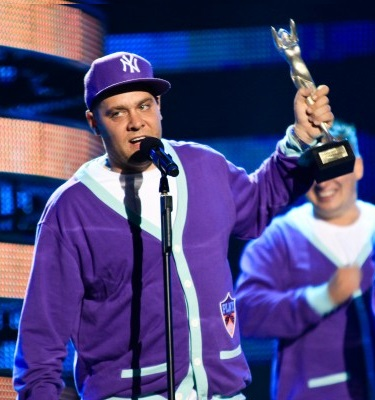
Tede z Superjedynką

Superjedynki – polski muzyczny plebiscyt telewizyjny organizowany w Opolu od 2000 do 2010 roku przez TVP1 i Radio RMF FM, a od 2011 do 2016 roku i ponownie od 2024 roku przez TVP1 i Program Pierwszy Polskiego Radia. Wykonawcy są nagradzani za osiągnięcia w ciągu 12 miesięcy poprzedzających imprezę. W 2017 roku zrezygnowano z organizacji SuperJedynek. W 2024 roku wznowiono orgranizacje Superjedynek.

## Laureaci Superjedynek

### 2025
Nagrody otrzymały pozakonkursowo gwiazdy polskiej muzyki za całokształt twórczości:
- IRA
- Varius Manx
- Patrycja Markowska
- Myslovitz
- Doda
- Elektryczne Gitary
- Urszula
- Maciej Maleńczuk
- Feel
- Voo Voo
- Danuta Błażejczyk
- Golden Life

W tym roku przyznano także pośmiertnie Superjedynkę kompozytorowi Wojciechowi Trzcińskiemu. Została ona wręczona przez dyrektora artystycznego 62. KFPP Marka Sierockiego 15 czerwca 2025 podczas kończącego festiwal koncertu "Małe tęsknoty", poświęconego pamięci zmarłego 1 lutego 2025 kompozytora muzyki rozrywkowej, filmowej i teatralnej, na ręce wdowy Aleksandry Kisielewskiej-Trzcińskiej.

### 2024
Nagrody otrzymały pozakonkursowo gwiazdy polskiej muzyki rockowej za całokształt twórczości:
- Lady Pank
- Kasia Kowalska
- Wilki
- Kobranocka
- Proletaryat
- Oddział Zamknięty
- Tomasz Lipiński
- Sztywny Pal Azji
- Big Cyc
- Chłopcy z Placu Broni
- Krzysztof Zalewski
- Bajm

### 2016
- SuperArtystka – Ania Dąbrowska
- SuperZespół – Kombii
- SuperAlbum – Kalejdoskop – Andrzej Piaseczny
- SuperArtysta w sieci – Sarsa
- SuperArtysta – Michał Szpak

### 2015
- SuperArtysta – Rafał Brzozowski
- SuperArtystka – Justyna Steczkowska
- SuperZespół – Enej
- SuperAlbum – Hiper/Chimera – Donatan i Cleo
- SuperPrzebój – „Wszystko ma swój czas” – Perfect
- SuperGwiazda w sieci – Grzegorz Hyży
- SuperShow – Blue Café
- SuperArtysta bez granic – Monika Kuszyńska
- Superjedynka widzów – Perfect

### 2014
- SuperArtysta – Igor Herbut[6]
- SuperArtystka – Sylwia Grzeszczak[6]
- SuperZespół – Piersi[6]
- SuperAlbum – (W)Inna? – Ewa Farna[6]
- SuperPrzebój – „To co nam było” – Red Lips[6]
- SuperGwiazda w sieci – Donatan i Cleo[6]
- SuperShow – Feel[6]
- SuperArtysta bez granic – Margaret[6]
- The SuperOne of Poland – Maryla Rodowicz[6]
- Superjedynka widzów – Piersi[6]
- Grand Prix za całokształt działalności artystycznej – Edyta Geppert

### 2013
- SuperArtysta – Rafał Brzozowski
- SuperArtystka – Ewelina Lisowska
- SuperZespół – Pectus
- SuperPrzebój – „Skrzydlate ręce” – Enej
- SuperWystęp – Pectus

### 2012
- SuperArtysta – Sebastian Karpiel-Bułecka[7]
- SuperArtystka – Sylwia Grzeszczak[7]
- SuperZespół – Blue Café[7]
- SuperAlbum – Sen o przyszłości – Sylwia Grzeszczak[7]
- SuperPrzebój – „Boso” – Zakopower[7]
- Nagroda Dziennikarzy – Ania Rusowicz
- Grand Prix za całokształt działalności artystycznej – Jerzy Derfel[7]

### 2011
- SuperPrzebój – „Wiem, że jesteś tam” – Anna Wyszkoni
- SuperArtysta – Kasia Kowalska
- SuperZespół – Acid Drinkers
- SuperPłyta – 50 – Maryla Rodowicz
- Superjedynka Superjedynek – Maryla Rodowicz
- Grand Prix za całokształt działalności artystycznej – Stanisław Soyka

### 2010
- Przebój roku – „Nie mogę Cię zapomnieć” – Agnieszka Chylińska[8]
- Wokalistka roku – Kasia Kowalska[8]
- Wokalista roku – Stachursky[8]
- Debiut roku – 10 historii o miłości – Volver[8]
- Zespół roku – IRA[8]
- Płyta roku (rock) – 9 – IRA[8]
- Płyta roku (pop) – Modern Rocking – Agnieszka Chylińska[8]
- Płyta roku (hip-hop) – Note2 – Tede[8]
- Superjedynka Superjedynek – IRA[8]

### 2009
- Płyta roku – Cicho – Ewa Farna[9]
- Zespół roku – Afromental[9]
- Artysta roku – Andrzej Piaseczny[9]
- Debiut roku – Pectus[9]
- Przebój roku – „Chodź, przytul, przebacz” – Andrzej Piaseczny[9]
- Złota superjedynka – Kayah[9]
- dodatkowa Superjedynka za najlepszy występ podczas koncertu finałowego – Andrzej Piaseczny[9]

### 2008
- Płyta roku – Feel – Feel[10]
- Zespół roku – Feel[10]
- Artysta roku – Doda[10]
- Debiut roku – Natalia Lesz[10]
- Przebój roku – „Nie kłam, że kochasz mnie” – Ewelina Flinta i Łukasz Zagrobelny[10]
- dodatkowa Superjedynka za najlepszy występ podczas koncertu finałowego – Feel[10]

### 2007
- Wokalistka roku – Gosia Andrzejewicz
- Wokalista roku – Robert Gawliński
- Zespół – Wilki
- Przebój roku – „Time to Party” – The Jet Set
- Teledysk – Z każdym twym oddechem – Stachursky
- Debiut – Gosia Andrzejewicz
- Płyta pop – Psałterz Wrześniowy
- Płyta rock – Santi Subito – Bohema
- Płyta hip-hop/R & B – Eudaimonia – Mezo, Tabb, Kasia Wilk
- Płyta literacka – Historia pewnej podróży – Grzegorz Turnau

### 2006
- Przebój roku – „Na kolana” – Kasia Cerekwicka
- Płyta pop – Ficca – Virgin
- Płyta rock – Bezczas – Szymon Wydra & Carpe Diem
- Płyta hiphopowa – 21 listopada – Verba
- Płyta z muzyką alternatywną – Mosqitoo Music – Mosqitoo
- Płyta z muzyką literacką – Tu Es Petrus – Piotr Rubik i Zbigniew Książek
- Wykonawca roku – Maryla Rodowicz

### 2005
- Wokalistka – Ewelina Flinta
- Wokalista – Krzysztof Krawczyk
- Zespół – Wilki
- Debiut – Monika Brodka
- Przebój – „Prócz ciebie, nic” – Krzysztof Kiljański i Kayah
- Płyta pop – C.D. – Kombii
- Płyta rock – Samotna w wielkim mieście – Kasia Kowalska
- Płyta hiphopowa – Monologimuzyka – Doniu
- Płyta z muzyką alternatywną – Plagiaty – Lech Janerka
- Płyta z muzyką literacką – Cafe Sułtan – Grzegorz Turnau
- Grand Prix za całokształt działalności artystycznej – Maanam

### 2004
- Najlepsza wokalistka – Ewelina Flinta
- Najlepszy wokalista – Marcin Rozynek
- Zespół roku – Łzy
- Debiut roku – Sistars
- Przebój roku – „Oczy szeroko zamknięte” – Łzy
- Rockowa płyta roku – Korova Milky Bar – Myslovitz
- Taneczna płyta roku – Demi-sec – Blue Café
- Popowa płyta roku – Myśli i słowa – Bajm
- Teledysk roku – Testosteron – Kayah
- Wydarzenie roku – koncert Robbiego Williamsa w Katowicach

### 2003
- Najlepsza wokalistka – Beata Kozidrak
- Najlepszy wokalista – Krzysztof Krawczyk
- Zespół roku – Wilki
- Debiut roku – Kasia Klich
- Piosenka roku – „Baśka” – Wilki
- Płyta roku pop – Po piąte... a niech gadają – Ich Troje
- Płyta roku rock – Antidotum – Kasia Kowalska
- Płyta z muzyką taneczną – Fanaberia – Blue Café
- Teledysk roku – Bo jesteś ty – Krzysztof Krawczyk
- Wydarzenie roku – koncert Garou w Sopocie

### 2002
- Najlepsza wokalistka – Beata Kozidrak
- Najlepszy wokalista – Ryszard Rynkowski
- Zespół roku – Ich Troje
- Debiut roku – Kaja Paschalska
- Piosenka roku – „Powiedz” – Ich Troje
- Płyta roku pop – Ad. 4 – Ich Troje
- Płyta roku rock – Model 01 – T.Love
- Płyta z muzyką taneczną – Live 2001 – Stachursky
- Teledysk roku – Mój przyjacielu – Krzysztof Krawczyk i Goran Bregović
- Wydarzenie roku – Ich Troje

### 2001
- Najlepsza wokalistka – Beata Kozidrak
- Najlepszy wokalista – Ryszard Rynkowski
- Zespół roku – Golec uOrkiestra
- Debiut roku – Sami
- Piosenka roku – „Bal wszystkich świętych” – Budka Suflera
- Płyta roku pop – Szklanka wody – Bajm
- Płyta roku rock – 5 – Kasia Kowalska
- Płyta z muzyką taneczną – 1 – Stachursky
- Teledysk roku – Gdzie ten, który powie mi – Brathanki
- Wydarzenie roku – występ Tiny Turner w Sopocie

### 2000
- Najlepsza wokalistka – Kayah
- Przebój roku – „Śpij kochanie, śpij” – Kayah i Bregović
- Najlepsza płyta popowa – Kayah i Bregović – Kayah i Bregović
- Najlepszy teledysk – Prawy do lewego – Kayah i Bregović
- Najlepszy zespół – Budka Suflera
- Najlepszy wokalista – Krzysztof Cugowski
- Najlepsza płyta rockowa – Pieprz – O.N.A.
- Najlepsza płyta taneczna  – 1999 – Stachursky
- Najlepszy debiut – Brathanki
- Wydarzenie roku – występ Enrique Iglesiasa